# Donna Creighton
Donna Creighton (* 20. September 1985 in Portsmouth) ist eine britische Skeletonpilotin.
Donna Creighton fährt seit 2004 Skeleton und gehört seitdem auch zum Nationalkader Großbritanniens. Sie wird seit der Saison 2014/15 von Chris Type trainiert. Ihre ersten internationalen Rennen bestritt sie im Januar 2005 im Rahmen des Skeleton-America’s-Cup 2004/05 in Lake Placid, wo sie 27. und 32. wurde. In der folgenden Saison trat sie im Europacup an und erreichte ihr bestes Ergebnis der Saison gleich im ersten Rennen als 12. in Igls. Bei der Junioren-Weltmeisterschaft 2006 an selber Stelle belegte sie den 13. Rang. In der Saison 2006/07 fuhr sie erneut den America’s Cup und erreichte dort in sechs Rennen sechs Top-Ten-Platzierungen. Bestes Ergebnis war ein dritter Platz in Lake Placid. Aufgrund der starken Leistungen durfte Creighton zum Ende der Saison in den Skeleton-Weltcup 2006/07 aufrücken. Ihr Debüt gab sie in Winterberg, wo sie ebenso wie in ihrem zweiten Rennen in Königssee 17. wurde. Ihren bis dahin größten internationalen Erfolg erreichte sie als Achte bei der Skeleton-Europameisterschaft 2007 in St. Moritz.
Für die Saison 2007/08 qualifizierte sich Creighton in einer Vorausscheidung unter den britischen Pilotinnen für den neu geschaffenen Skeleton-Intercontinentalcup. Hier belegte sie in sechs Rennen immer Plätze zwischen sechs und elf und wurde im Gesamtklassement Siebte. Zudem startete sie im Januar 2008 bei einem Rennen des America’s Cup in Park City, in dem sie hinter Louise Corcoran Zweite wurde. 2008/09 startete Creighton erneut im Interconti-Cup. In Lake Placid wurde sie Zweite, in Park City Dritte. Aufgrund ihrer Beständigkeit in der Saison, weniger wegen herausragender Einzelleistungen, wurde sie in der Gesamtwertung hinter Katharina Heinz und Amy Gough Dritte. In der Saison 2009/10 rückte Creighton wieder in den Weltcup auf. Das beste Ergebnis war ein sechster Platz in Winterberg. Die Saison 2010/11 beendete sie auf Gesamtrang 6 und erzielte damit ihre beste Weltcup-Gesamtplatzierung. Mit zwei vierten Plätzen in Whistler auf der Olympiabahn der Vorsaison und in Cesana verpasste sie nur knapp eine erste Podiumsplatzierung. Bei der Skeleton-Europameisterschaft 2011 errang sie den sechsten Platz, bei der Weltmeisterschaft in Königssee den 13. Platz.
Im Winter 2011/12 feierte Donna Creighton in Sigulda ihren ersten Sieg im Intercontinentalcup und wurde in der Gesamtwertung Zweite hinter Rose McGrandle. In der Saison darauf kehrte sie in den Weltcup zurück. Nach einem vierten Rang zum Saisonauftakt in Lake Placid konnte sie jedoch in den folgenden Rennen nicht an diese Leistung anknüpfen und wurde im Gesamtweltcup 16.; bei der Europameisterschaft in Igls wurde sie Achte. Auch 2013/14 startete sie im Weltcup in die Saison, konnte dort jedoch nach vier Rennen, in denen ihr bestes Ergebnis ein neunter Platz in Lake Placid war, nicht überzeugen und wechselte wieder in den Intercontinentalcup. In diesem Wettbewerb bestritt sie auch die Saison 2014/15, erreichte ihren zweiten Sieg in dieser Rennserie und gewann die Gesamtwertung vor Micaela Widmer und Cassie Hawrysh.